# Lac Sevan
Pour les articles homonymes, voir Sevan (homonymie).
Le lac Sevan (en arménien Սևանա լիճ), mer / lac de Gegham (Գեղամա ծով / լիճ) en arménien classique, ou lac Gegharkuni (Գեղարքունի լիճ), est le plus grand lac d'Arménie, « véritable mer intérieure de 1 400 km2 (deux fois et demie le lac Léman) dotée du reste d'un régime à certains égards marin ». Il est le troisième plus grand lac d'Asie de l'Ouest après le lac d'Ourmia et le lac de Van.
Le lac Sevan est reconnu site Ramsar depuis le 7 juin 1993.

## Géographie
C'est l'un des plus vastes lacs d'altitude du monde. Il est situé dans la province de Gegharkunik, à l'est de l'Arménie. Il reçoit les eaux de 28 rivières et a comme émissaire la Hrazdan (Razdan), qui se jette dans l’Araxe. Avec le lac de Van et le lac d'Ourmia c'est l'un des trois grands lacs de l'ancien royaume d'Arménie, surnommés les « mers d'Arménie ». Ce lac sert de réservoir naturel en eau.
Il est entouré de nombreuses villes comme Gavar, Martouni, Sevan, Areguni, etc.
Avant l'intervention humaine, le lac avait une profondeur de 95 mètres, une superficie de 1 360 km2 (5 % de la surface de l'Arménie), un volume de 58 km3 et un périmètre de 260 km.
Le lac était situé à une altitude de 1 898,88 mètres en 2008.
|                        |  |  |
| Le lac vu de l'espace. |  |  |

## Histoire

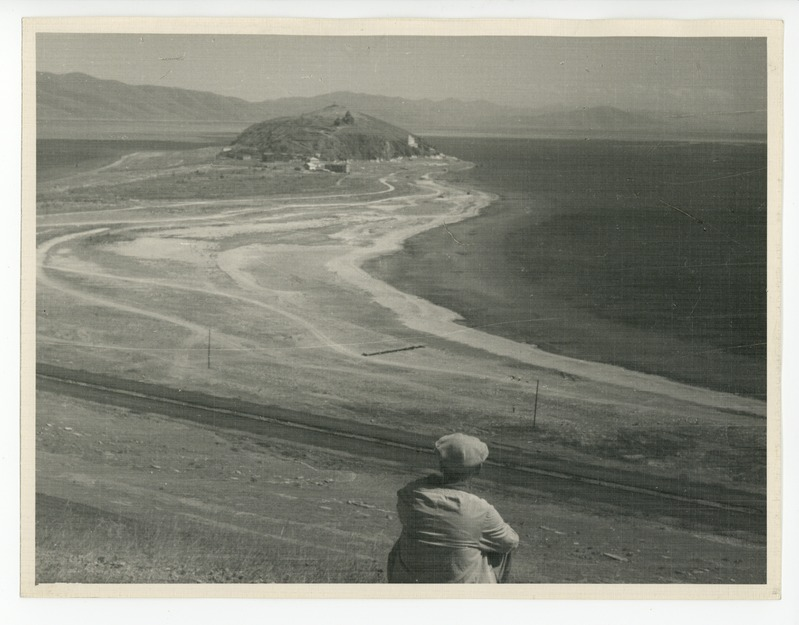
Le lac Sevan en 1960.

À l’époque soviétique, on a mis à profit l’existence de ce réservoir d’eau. Mais ce lac, un des plus vieux du monde, n’a que très peu d’apports pluviométriques (à cause de l'altitude élevée à laquelle il se situe) et l’évaporation d’été est à peu près égale à l’apport pluviométrique. À partir de 1920-1930, les ponctions ont été telles pour irriguer et pour créer de l’énergie hydroélectrique que la surface du lac en l’espace de 30 ans a baissé de 19 à 20 m. Dans les années 1960, on s’est interrogé, le niveau du lac ne remontant pas. La superficie du lac n'était plus que d'environ 1 250 km2. Un important volume d’eau a été pompé et n’a pas été compensé par les apports pluviométriques trop faibles.
Partant du postulat qu'il fallait réduire encore la surface du lac pour limiter l'évaporation, des conduites souterraines ont été construites et les lâchers de barrages ont été accélérés. Le programme a été stoppé quand on s’est aperçu de la catastrophe écologique provoquée.

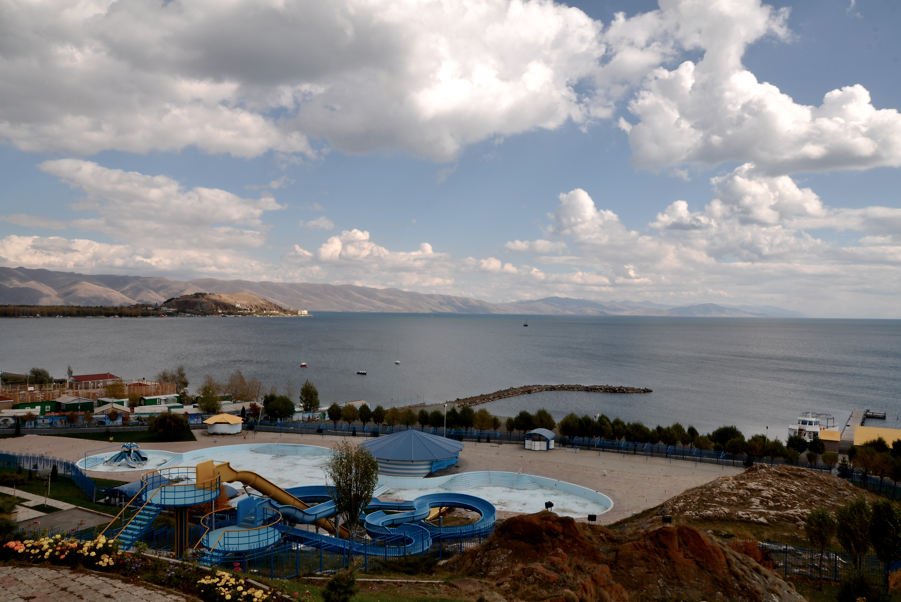
Station touristique au bord du lac Sevan.

Au milieu des années 1960, un programme de restauration du lac est mis en route. On a essayé de développer d’autres sources d’énergie dont l’énergie thermique. En 1970, un décret du Comité central rend obligatoire la protection et la rationalisation de l’utilisation des eaux du lac Sevan. À partir de 1978, on a décidé de transférer l’eau d’autres rivières vers le lac. Mais toutes les cultures irriguées qui s’appuyaient sur l’eau de ces rivières pour vivre ont souffert fortement de ces prélèvements. Le tunnel qui devait amener l’eau au lac a été terminé en 1981 et à peine un an après sa construction a eu lieu un tremblement de terre qui a fait s’effondrer le tunnel.
Il a été reconstruit et fonctionne véritablement depuis l’indépendance. Mais tous les périmètres irrigués subissent des contrecoups importants. La Banque mondiale a pour cette raison refusé de financer ces aménagements car cela prive d’eau toutes les régions situées à l’aval de ces rivières. L’objectif en 2009 est de remonter le niveau du lac à une altitude de 1 903,5 mètres. Au-delà, on serait obligé de submerger toutes les infrastructures qui ont été construites autour du lac telles que les chemins de fer, les routes, les habitations. Selon les prévisions, ce niveau devrait être atteint en 2031. Un vaste plan de reboisement est mis en place pour compenser la perte des zones boisées maintenant inondées par la montée du niveau du lac Sevan. Le 26 janvier 2010, le lac a atteint son plus haut niveau depuis 1965 selon la chaîne nationale arménienne.

## Faune
L’eutrophisation de l’eau entraîne des problèmes de qualité biologique, problèmes qui se répercutent sur la biodiversité. Le lac Sevan était réputé pour des espèces de poissons rares dont une truite (Salmo ischchan, le prince en langue arménienne), plus proche de l'omble-chevalier que de la simple truite. La pêche de cette truite à la chair si délicate faisait vivre toute une frange de la population. Mais avec ces problèmes de qualité des eaux, les espèces animales se raréfient. La pêche n’est plus permise, mais la pêche sauvage se développe et cela cause une prédation accélérée du milieu aquatique lacustre.
Les amphibiens sont représentés par six espèces : Crapaud vert, Rainette arboricole, Grenouille rieuse…
Les reptiles comprennent des lézards et des serpents.
De nombreuses espèces d'oiseaux fréquentent le lac : Oie cendrée, Cygne sauvage, Tadorne de Belon, Canard colvert, Macreuse brune, Flamant rose, Ibis falcinelle, Foulque macroule…

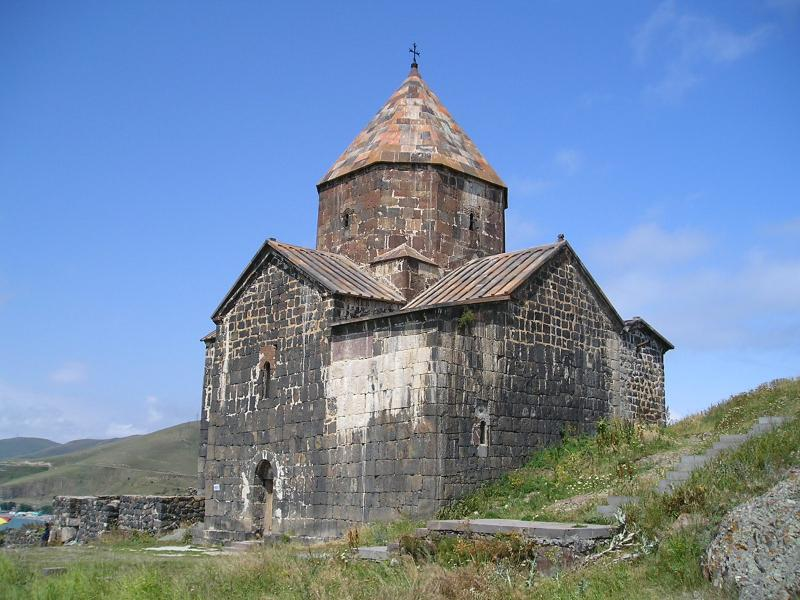
Monastère de Sevanavank.

## Monuments
Plusieurs monastères sont sis sur le bord du lac Sevan, dont Sevanavank et Hayravank, ainsi que le cimetière de Noradouz entre autres. Ces monuments datent de l'époque médiévale.

## Littérature
Nombreux sont les écrivains et poètes qui ont été inspirés par ce lieu, pour la magie de sa lumière et la qualité de son silence, lieu peuplé de fantômes et d'histoire. Pour Maxime Gorki, visitant la région, ce lac est « un morceau de ciel qui serait tombé sur terre parmi les montagnes ». Ce morceau de ciel est « enchâssé dans des montagnes sauvages, hautes de 2 500 à 3 000 mètres. Souvent des nuages s'accrochent aux flancs verts, gris-bleu, parfois violacés ou rosés de ces reliefs nus. Des mouettes survolent sans cesse les eaux, elles vivent sur une île pittoresque, l'île aux Mouettes. La région du Sevan a été habitée depuis la plus haute Antiquité comme en témoignent les fouilles archéologiques pratiquées au bord du lac, notamment à Ltchachen et présentées au Musée historique d'Erevan ».
« D'avril à novembre 1930, grâce à l'appui de Boukharine, Mandelstam peut effectuer un long voyage en Abkhazie, en Géorgie et en Arménie ». Il en tirera son fameux livre Voyage en Arménie. Un extrait le montre face au lac où il vécut un mois durant : « Chaque jour, à cinq heures de l'après-midi, ponctuellement le lac foisonnant de truites se mettait à frémir comme si on y avait jeté une énorme pincée de soude. Séance mesmérique au cours de laquelle le médium laissait choir, eût-on dit, sur une eau de chaux paisible à l'ordinaire, une houle enjouée suivie d'un bouillonnement d'oiseaux, et couronnait cette sauce barométrique de l'un des furibonds caprices dont le lac Ladoga est coutumier ». Plus loin, Mandelstam retient ceci : « Les hautes herbes de la bosse ventée de l'île de Sevan étaient si succulentes, drues, vivaces, qu'on aurait eu plaisir à y passer un peigne de fer. L'île tout entière est jonchée, comme dans Homère, d'ossements jaunis, vestiges des pique-niques des dévots de la contrée. Et, de surcroît, pavée, à la lettre, de dalles rouge feu : tombes sans nom descellées, basculées, délitées ».

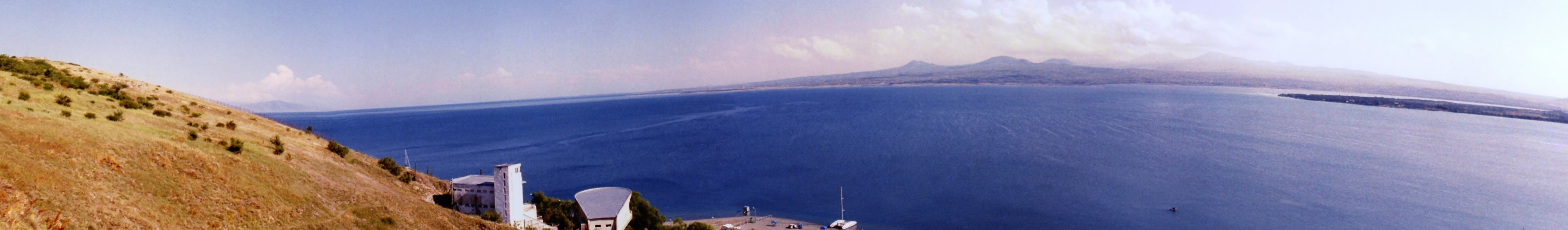
Vue du lac depuis la presqu'ile.